# Rúa Barata Ribeiro
La rúa Barata Ribeiro es una importante calle del barrio de Copacabana, en Río de Janeiro, Brasil. La calle recibió ese nombre en homenaje al médico pediatra Cândido Barata Ribeiro, un  abolicionista que llegó a ejercer los cargos de juez del Supremo Tribunal Federal en 1893 y senador por el entonces distrito federal en 1897.
En esta calle se ubica la estación de metro Cardeal Arcoverde, frente a la plaza Cardeal Arcoverde. En el 2011 además entró en operación un carril bus denominado BRS que, junto con la rúa Raul Pompéia suma veinte paraderos por donde pasan 67 líneas divididas entre los servicios BRS1, BRS2 e BRS3.
La calle inicia en la avenida Princessa Isabel. Inicialmente terminaba en la rúa Siqueira Campos pero luego se le incorporó un trecho de la rúa Pereira passos y se prolongó nuevamente en 1926 hasta la rúa Djalma Ulrich, y este trayecto permanece hasta hoy con una extensión de 2,600 metros. Su recorrido, que cruza horizontalmente casi todo el barrio de Copacabana da lugar al Túnel Prefeito Sá Freire Alvim y, a su salida, se convierte en la rúa Raul Pompéia.